# الجبوب (الحرث)

تعديل مصدري - تعديل

الجبوب محلة تابعة لقرية القدمة، التابعة لعزلة الحرث بمديرية بعدان إحدى مديريات محافظة إب في الجمهورية اليمنية، بلغ تعداد سكانها 48 حسب تعداد اليمن لعام 2004.